# Вторая мировая война в цвете
Вторая мировая война в цвете (англ. World War II in HD Colour) — документальный фильм из тринадцати серий об основных событиях Второй мировой войны.
В фильме рассмотрены события Западноевропейского, Восточноевропейского, Североафриканского и Тихоокеанского театров военных действий.
Серии сочетают как оригинальные, так и колоризованные кадры. Колоризация и реставрация выполнена сотрудниками Westwing Studios. Фильм создан в 2008—2009 годах компанией World Media Rights (Великобритания). В США синдицирован на телеканале Military Channel (нынешний AHC). Оригинал озвучен Робертом Пауэллом, русский текст читает Роман Антанович.

## Эпизоды
| № | Название                            |
| --- | ----------------------------------- |
| 1 | «Надвигающаяся буря»                |
| Спустя несколько лет после Первой мировой войны Германия и другие страны находятся в экономической депрессии. Рейтинги поддержки лидеров Германии, Италии, Японии и Испании низки, что способствует появлению военных диктаторов вместе с их партиями. Спустя некоторое время Адольф Гитлер становится канцлером Германии и вместе со своими генералами планирует вторжение в Польшу. |                                     |
| 2 | «Молниеносная война»                |
| Немцы, используя новую тактику блицкрига, за считанные недели захватывают Польшу и Францию. |                                     |
| 3 | «Оборона Британии»                  |
| В июле 1940 года Британия противостоит Германии из последних сил. Несмотря на превосходство Гитлера в военно-воздушных силах, критические ошибки Люфтваффе позволяют Великобритании одерживать победы. |                                     |
| 4 | «Гитлер атакует Восток»             |
| После неудачной попытки победить англичан, Гитлер сосредотачивает своё внимание на Советском Союзе. |                                     |
| 5 | «Безудержное красное солнце»        |
| 7 декабря 1941 года японцы совершают налёт на флот США в Пёрл-Харборе. Соединённые Штаты официально вступают в войну. |                                     |
| 6 | «Средиземноморье и Северная Африка» |
| После успеха в Северной Африке и Греции союзники продолжают оказывать натиск на силы Бенито Муссолини, что приводит к выходу Италии из войны и свержению режима Муссолини. |                                     |
| 7 | «Поворот событий»                   |
| Союзники и страны «Оси» ищут способы нанести друг другу удары. В то время как союзники проводят стратегические бомбардировки, Гитлер пытается отрезать американские линии снабжения с помощью подводных лодок. Ситуация патовая. |                                     |
| 8 | «Советское наступление»             |
| Авантюра Гитлера на Востоке терпит крах. Советское контрнаступление под Москвой развеивает миф о непобедимости немецкой армии. Советский Союз с его огромными ресурсами начинает медленно отодвигать линию фронта. Сражения за Сталинград и на Курской дуге окончательно переламывают ход войны.                                                                                      |                                     |
| 9 | «Оверлорд (Нормандская операция)»   |
| После тщательного планирования и огромной секретности союзники успешно вторглись на материковую часть Западной Европы через зону высадки в Нормандии. Операция унесла тысячи жизней. |                                     |
| 10 | «Кольцо сжимается»                  |
| Союзники теперь в наступлении на всех трёх фронтах. По мере продвижения в глубь территории противника солдаты обнаруживают гитлеровские лагеря смерти. Это стало первыми свидетельствами о Холокосте. |                                     |
| 11 | «Островная война»                   |
| Агрессивная война ведётся против японцев. Соединённые Штаты начинают использовать новую тактику на островах, в результате чего японские военно-воздушные силы и военно-морской флот начинают нести потери. |                                     |
| 12 | «Победа в Европе»                   |
| Англичане, американцы и советы с трёх сторон добивают остатки Третьего рейха. Гитлер оканчивает жизнь самоубийством. Начинается передел сфер влияния в Европе. |                                     |
| 13 | «Победа в Тихом океане»             |
| США уничтожают авиацию Японии благодаря тактике «прыжков по островам». Когда американцы сталкиваются с проблемой высадки на основную часть Японии, президент Трумэн призывает бомбить Хиросиму и Нагасаки с применением ядерного оружия. Япония капитулирует. Начинается холодная война.                                                                                              |                                     |